# Amalophyllon laceratum
Amalophyllon laceratum là một loài thực vật có hoa trong họ Tai voi. Loài này được (C.V. Morton) Boggan, L.E. Skog & Roalson mô tả khoa học đầu tiên năm 2008.